# Jüdische Gemeinde Hürben

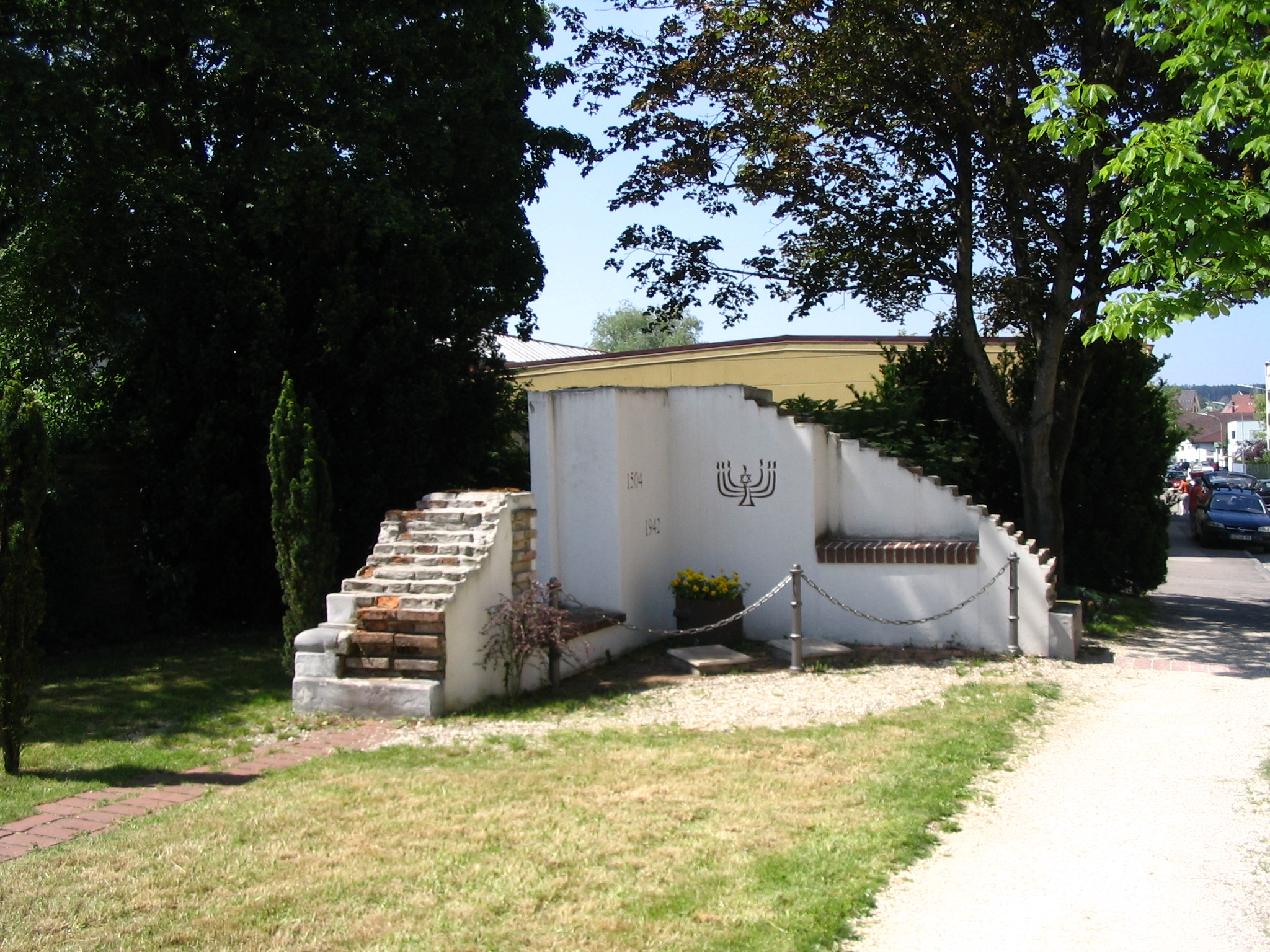
Gedenkstätte an der Stelle, an der die Synagoge stand

Die Jüdische Gemeinde Hürben war eine von 1675 bis 1942 bestehende jüdische Gemeinde im schwäbischen Hürben – seit 1902 Teil der Stadt Krumbach (Schwaben) – im Landkreis Günzburg in Bayern. Zu ihr gehörten 1840 652 und im Jahr 1900 123 Gemeindemitglieder. 1938 wurden alle noch dort lebenden jüdischen Bürger Hürbens zunächst ins Günzburger Gefängnis gebracht. Bis zum Jahr 1941 konnten 27 Personen auswandern, weitere 18 zogen in andere Städte und die letzten 16 wurden im Jahr 1942 von Hürben aus deportiert und ermordet. Insgesamt kamen in der Zeit des Nationalsozialismus 38 Juden um, die in Hürben bzw. Krumbach geboren wurden oder längere Zeit hier wohnten.

## Geschichte

### Bis 1933
Im Jahr 1504 gab es in Hürben vier jüdische Familien. Durch den Zuzug von Juden, die aus Donauwörth und Neuburg an der Kammel in den Jahren 1518 beziehungsweise 1540 vertrieben wurden, wuchs die Gemeinde schnell an. Bis zu Beginn des 18. Jahrhunderts lag, trotz der stetig ansteigenden Zahl der jüdischen Bewohner Hürbens, das Zentrum jüdischen Lebens in dem Gebiet des heutigen südlichen Landkreises Günzburg in Thannhausen. Dies änderte sich jedoch im Jahr 1717, als die Juden aus Thannhausen vertrieben wurden. Teilweise siedelten sich diese Juden in Hürben und in Ichenhausen an, in dem es ebenfalls eine jüdische Gemeinde gab. Der Anteil der jüdischen Bürger an der Bevölkerung Hürbens wuchs wie im nahe gelegenen Ichenhausen bis zur Mitte des 19. Jahrhunderts stetig an. Im Jahr 1840 war die Anzahl der Bürger jüdischen Glaubens in Hürben mit 652 am höchsten. Zu diesem Zeitpunkt waren mehr als die Hälfte der Bewohner Hürbens Juden. Danach setzte ein Rückgang ein, weil wie in vielen anderen ländlichen Gemeinden Bayerns viele Juden in deutsche Großstädte umzogen oder nach Übersee auswanderten. Im Jahr 1900 gab es in Hürben noch 123 jüdische Bürger, was immer noch 10 % der Bevölkerung Hürbens entsprach; 25 Jahre später waren es noch 79 Personen.
Zu Beginn des 19. Jahrhunderts lebten die Juden Hürbens vor allem von Viehhandel und Geldverleih. Im 19. Jahrhundert eröffneten viele jüdische Bürger Handelshäuser, Handwerksbetriebe und Fabriken am Ort, die bis in die 1930er Jahre hinein von großer wirtschaftlicher Bedeutung für Hürben, Krumbach und die gesamte Region waren.
Aufgrund der Größe der jüdischen Gemeinde Hürbens gab es im 19. Jahrhundert in Hürben mehrere jüdische Vereine, wie den Israelitische Frauenverein, der die Aufgabe hatte, hilfsbedürftige Kranke zu unterstützen, den Israelitischen Männerverein, der für die Krankenpflege und das Bestattungswesen zuständig war, den Industrieverein mit dem Ziel der Ausbildung hilfsbedürftiger Lehrlinge, den Israelitischen Holzverteilungsverein, der Brennmaterial an Hilfsbedürftige verteilte, den Israelitischen Verein für Ferienkolonien und die zionistische Ortsgruppe.

#### Jüdischer Friedhof

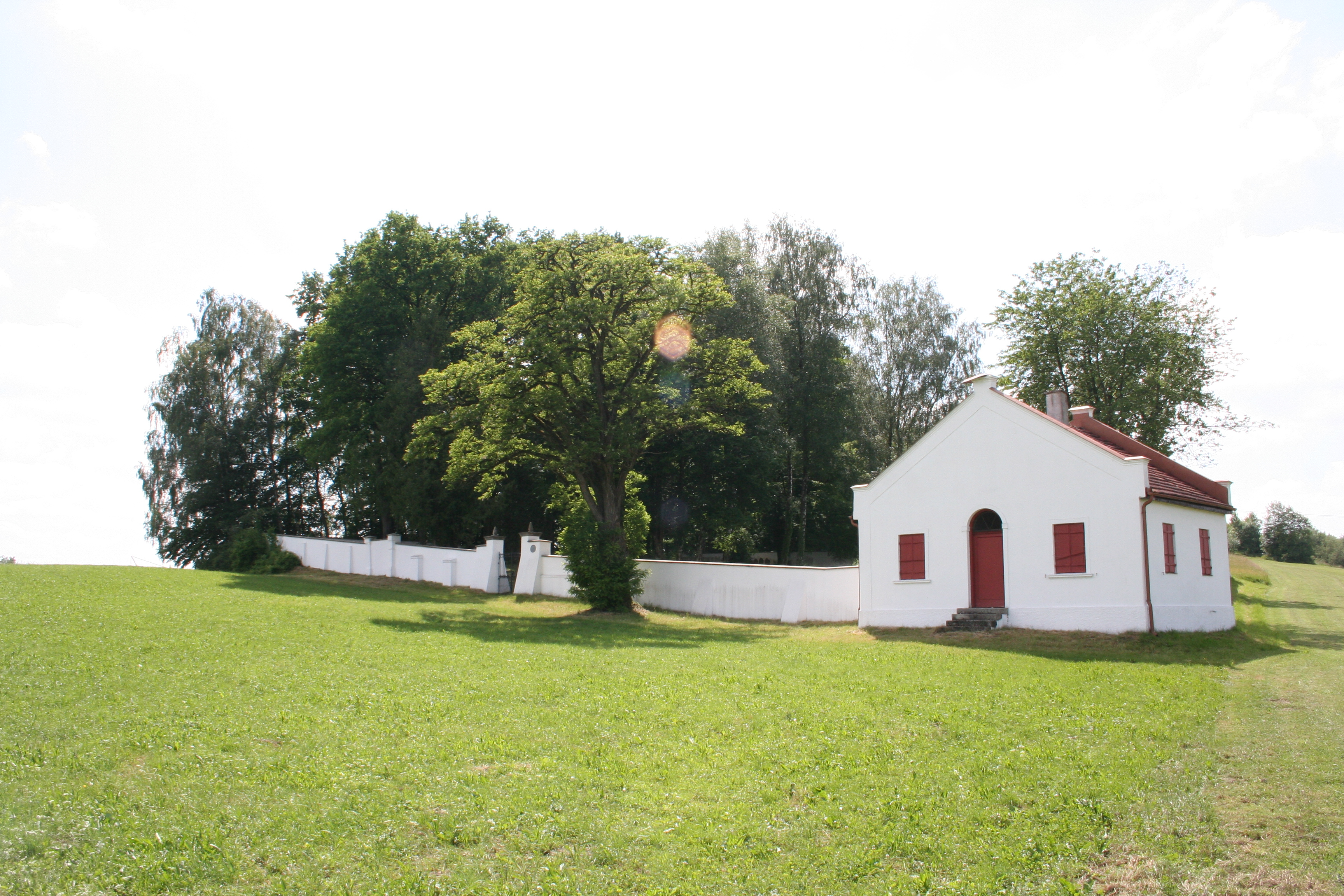

Bis 1628 wurden die Toten der jüdischen Gemeinde Hürben in dem zentralen jüdischen Friedhof in Burgau beigesetzt. Der Grund dafür war, dass der Vogt der Markgrafschaft Burgau den Hürbener Juden die Anlage eines eigenen Friedhofs verwehrte. Im Jahr 1628 wurde der eigene Friedhof dann doch genehmigt, weil die Bewohner Angst vor der Pest und anderen Seuchen hatten. Der neue Friedhof wurde daraufhin in der Flur Schelmenloh auf halbem Weg zwischen Hürben und dem Krumbad angelegt Ort Jüdischer Friedhof Hürben. Bereits knapp 60 Jahre später, im Jahr 1684, wurde der Friedhof erweitert. 1898 wurde ein Taharahaus zur Waschung und Einkleidung der Toten gebaut.
Siehe auch: Jüdischer Friedhof Hürben

#### Synagoge
Im Jahr 1675 wurde die Hürbener Synagoge erbaut. Im selben Jahr wurde die jüdische Gemeinde Hürbens zu einer eigenständigen jüdischen Kultusgemeinde, die 267 Jahre lang, und zwar bis 1942, bestand. In den Jahren 1710 und 1765 wurde die Synagoge durch Anbauten erweitert und im Jahr 1819 nach Plänen von dem aus Buch bei Illertissen stammenden Johann N. Salzgeber vollständig im Empirestil umgebaut. Der Bau von 1819 ähnelte der von Joseph Dossenberger erbauten Synagoge von Ichenhausen. Wie letztgenannte war es ein Saalbau mit Rundbogenfenstern und einer kleinen Kuppel über dem Toraschrein. 1872 und 1908 wurde die Synagoge renoviert. Ort Gedenkstätte am ehemaligen Ort der Synagoge
Siehe auch: Synagoge (Hürben)

#### Weitere jüdische Einrichtungen
Im Jahr 1787 erhielt die Gemeinde eine jüdische Schule, die jedoch schon bald wegen der wachsenden Schülerzahl zu klein wurde. Deshalb wurde in den Jahren 1830/31 für die Schule ein Neubau errichtet, der im Jahr 1964 abgebrochen wurde. Ebenfalls in den 1830er Jahren wurde die Mikwe erbaut, die von außen wie ein babylonisches Tor aussah. Das Gebäude wird seit 1945 nach einem starken Umbau als Wohnhaus genutzt. Beide Einrichtungen, Schule und Mikwe, befanden sich in der heutigen Synagogengasse.
Von 1902 bis 1938 unterhielt der jüdische Verein für Ferienkolonien und Bekleidung von Schulkindern mit Sitz in München in einem Haus in der heutigen Brunnenstraße ein Kindererholungsheim, in dem bis zu 60 Kinder und Jugendliche beherbergt werden konnten. Während des Ersten Weltkriegs war es vorübergehend ein Lazarett für Verwundete.

### Nationalsozialistische Verfolgung
Von den 65 jüdischen Bürgern, die im Jahr 1933 noch in Krumbach wohnten, konnten 27 bis zum Jahr 1941 auswandern, weitere 18 zogen in andere Städte und die letzten 16 wurden im Jahr 1942 von Hürben aus deportiert und ermordet. Insgesamt kamen in der Zeit des Nationalsozialismus 38 Juden um, die in Hürben bzw. Krumbach geboren wurden oder längere Zeit hier wohnten.
Das Gedenkbuch des Bundesarchivs verzeichnet 6 in Hürben geborene jüdische Bürger, die dem Völkermord des nationalsozialistischen Regimes zum Opfer fielen.
Nach 1933 kam es in Hürben schon bald zu Boykottaktionen gegen Juden. Außerdem wurden in den Jahren bis 1938 Fensterscheiben von Wohnhäusern eingeworfen und im jüdischen Friedhof Grabsteine umgeworfen. Im Frühjahr 1938 musste das Erholungsheim für jüdische Kinder geschlossen werden. Die Nationalsozialisten richteten, nachdem sie das Gebäude beschlagnahmt hatten, eine Schulungsstätte für das Nationalsozialistische Fliegerkorps ein.
Nach den Novemberpogromen von 1938 (sogenannte Reichskristallnacht) wurden am 10. November 1938 alle jüdischen Bürger Hürbens ins Günzburger Gefängnis gebracht, vier von ihnen gleich weiter in das KZ Dachau. Am folgenden Tag wurden die Wertgegenstände aus der Synagoge durch die Gestapo weggebracht. Gut ein Jahr später, am 26. November 1939, wurde die Synagoge von einem Unbekannten in Brand gesetzt. In dem Jahr zwischen November 1938 und November 1939 wurde das Gebäude von der Wehrmacht als Heulager genutzt. Im Jahr 1940 kaufte die Stadt Krumbach auf Geheiß der Gauleitung die Ruine der Synagoge, die im Folgenden zwischen September 1940 und Dezember 1941 durch Kriegsgefangene abgerissen wurde.

### Nach 1945
In dem Gebäude des ehemaligen Kindererholungsheims wurde ein DP-Lager für polnische Juden eingerichtet, die auf ihre Ausreise nach Palästina oder die USA warteten. Von Oktober 1946 bis 1951 war in dem Gebäude eine Rabbinatshochschule für jüdische Theologiestudenten untergebracht.

## Heute noch sichtbare Spuren der jüdischen Gemeinde Hürben

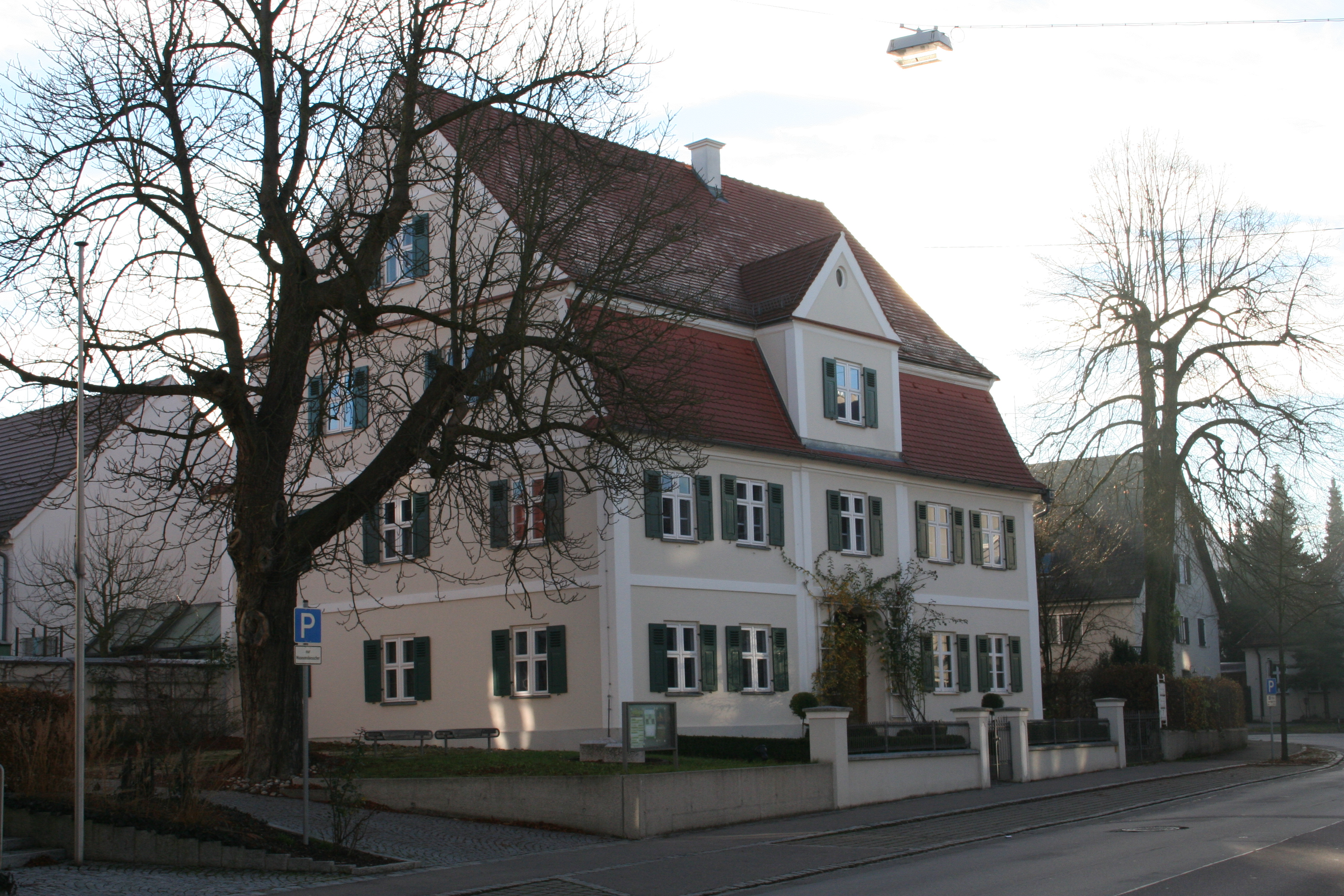
Das Gebäude des Mittelschwäbischen Heimatmuseums in Krumbach

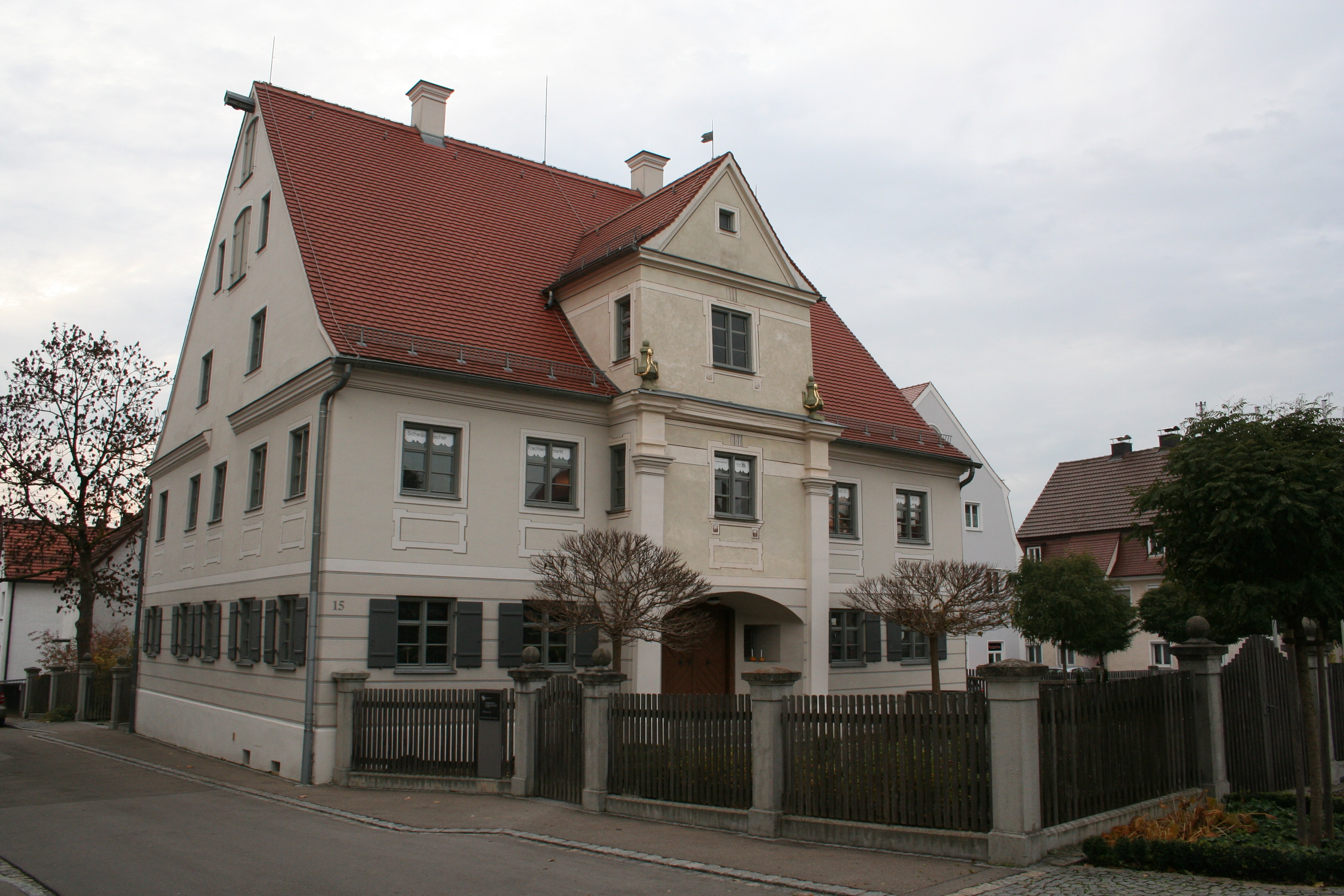
Das Landauer-Haus in Krumbach

Auch heute gibt es in Hürben noch Spuren jüdischer Kultur. Neben dem jüdischen Friedhof, dem Denkmal an der Stelle, an der die Synagoge stand, und dem Straßennamen der Synagogengasse sind das vor allem die ehemaligen jüdischen Wohnhäuser mit ihrem in Mittelschwaben charakteristischen Bautyp. Diese typische Bauform zeichnet sich dadurch aus, dass die traufseitig zur Straße stehenden Häuser über dem zentralen Eingang im Dach einen Zwerchgiebel haben. Der Raum in diesem Giebel wurde als Laubhütte genutzt.  Beispiele für solche Häuser sind das Landauer-Haus und das Gebäude des heutigen Mittelschwäbischen Heimatmuseums, das seit 1950 als solches genutzt wird. Weitere ehemalige jüdische Wohnhäuser mit dieser Bauform kann man in der Brunnenstraße, der Burgauer Straße, der Heinrich-Sinz-Straße, der Hohlstraße, der Hürbener Straße und der Karl-Mantel-Straße finden (→ siehe auch: Liste der Baudenkmäler in Krumbach (Schwaben)).
Im Mittelschwäbischen Heimatmuseum ist eine Laubhütte rekonstruiert. Außerdem zeigt das Museum die wenigen überlieferten Zeugnisse der jüdischen Kultur des Ortes.

## Persönlichkeiten
- Hedwig Lachmann (1865–1918), Schriftstellerin, Übersetzerin und Dichterin; sie wurde im jüdischen Friedhof von Hürben beigesetzt; ihr Mann Gustav Landauer war während der bayrischen Räterepublik im April 1919 Beauftragter für Volksaufklärung;
- Schmuel Landauer, Orientalist und bis Ende des Ersten Weltkrieges Professor an der Universität Straßburg
- Lazarus Morgenthau, weit über europäische Grenzen hinaus bekannter Zigarrenhändler;
- Heinrich Thannhauser, gründete die Moderne Galerie in München für Werke früher Expressionisten und Werke Pablo Picassos, Thannhausers Kunstsammlung befindet sich heute im Guggenheim Museum in New York;
- Familie Landauer, erfolgreiche Familie von Geschäftsleuten; In dem Haus der Familie befindet sich heute die Trachtenberatungsstelle des Bezirks Schwaben;
- Familie Neuburger, bekannte Vieh- und Pferdehändlerfamilie; Das Wohnhaus der Familie wurde im Jahr 1938 von der Stadt Krumbach gekauft und beherbergt seit 1950 das Mittelschwäbische Heimatmuseum[9];

## Sonstiges
Im Gegensatz zu Hürben durften Juden in Krumbach Häuser weder bauen noch kaufen. Jedoch gab es eine Ausnahme. So wurde es Isaias Weiskopf um das Jahr 1900 erlaubt in einem Haus am Gesundbrunnenplatz, das vorher eine Niederlassung einer Augsburger Bank war, eine Bank zu eröffnen.